# Teddy Scholten
Teddy Scholten-van Zwieteren (11. svibnja 1926., Rijswijk, Nizozemska - 8. travnja 2010.) bila je nizozemska pjevačica. Pobijedila je na Pjesmi Eurovizije 1959. godine s pjesmom Een Beetje. Glazbu je komponirao Dick Schallies, a tekst napisao Willy van Hemert. Dirgent je bio Dolf van der Linden. Osvojila je 21 bod.